# Monistrol-sur-Loire
Monistrol-sur-Loire – miejscowość i gmina we Francji, w regionie Owernia-Rodan-Alpy, w departamencie Górna Loara.
Według danych na rok 1990 gminę zamieszkiwało 6180 osób, a gęstość zaludnienia wynosiła 128 osób/km² (wśród 1310 gmin Owernii Monistrol-sur-Loire plasuje się na 27. miejscu pod względem liczby ludności, natomiast pod względem powierzchni na miejscu 42.).